# Patrick Redmond
Patrick Redmond (* 1966 in Essex) ist ein britischer Rechtsanwalt und Schriftsteller.

## Leben

### Kindheit und Jugend
Patrick Redmond wurde in der englischen Grafschaft Essex als Sohn eines Rechtsanwalts und einer Lehrerin geboren. Seine Schulzeit verlief, anders als später in seinem Erstlingsroman "Das Wunschspiel" beschrieben, sehr harmonisch. Auch sportlich war er sehr im Hockey, Tennis und der Leichtathletik engagiert. Bereits während seiner Schulzeit hatte er viele Kurzgeschichten geschrieben. Obwohl ihn seine Eltern durchaus ermutigten, fand er später, dass seine frühesten Werke aus der Kindheit keiner heutigen Erwähnung bedürfen. Mit 15 Jahren zog er nach Guernsey auf die Kanalinseln und schloss dort seine schulische Laufbahn ab.

### Studium
Nach seinem Schulabschluss verbrachte er seine Zeit für ein Jahr mit Gelegenheitsjobs und Reisen, bevor er schließlich auf Drängen seines Vaters an der University of Leicester ein Studium der Jura aufnahm und dieses an der renommierten University of British Columbia in Vancouver / Kanada erfolgreich abschloss.
Während seiner Studienzeit prägte ihn der Umgang mit den verschiedensten Charakteren; gleichfalls erlernte er auch die Wichtigkeit von Strukturen einzelner Begebenheiten – wichtig für das spätere Wirken als Autor und den literarischen Aufbau seiner Bücher. Sein Aufenthalt in Kanada empfand er als eine schöne, einprägsame Zeit. Dennoch bekam er großes Heimweh und zog schließlich zurück nach London.

### Berufs- und Schriftstellerleben
Sofort nach Beendigung seines Studiums begann er seine Tätigkeit als Rechtsanwalt in London, wo er sich in verschiedenen Kanzleien auf Europa- und Handelsrecht spezialisierte. Während dieser 10 Jahre fand er immer wieder Zeit zum Schreiben. Parallel zu seiner Anwaltstätigkeit entstanden zwei Novellen, die nach allgemeiner Ablehnung durch die Verlage nie veröffentlicht wurden. Die dritte Erzählung allerdings war gleichzeitig sein Debütroman "Das Wunschspiel" und brachte den literarischen Durchbruch. Der Roman stand in vielen Ländern, darunter Deutschland, England, USA und Italien in den Bestsellerlisten.
Inzwischen hat er seine Tätigkeit in Anwaltskanzleien aufgegeben und widmet sich ausschließlich der Schriftstellerei. Er lebt aktuell in West-London.

## Werke
- Das Wunschspiel (1999)
- Der Schützling (2000)
- Der Musterknabe (2003)
- Die Gottesanbeterin (2006)
- The Replacement (2014)
- The Night Visitor (2018)